# Juan Enrique Hayes
Juan Enrique "Harry" Hayes (20. januar 1891 - 25. juli 1976) var en argentinsk fodboldspiller (angriber).
Hayes tilbragte hele sin karriere, fra 1907 til 1926, hos Rosario Central i sin fødeby. Han spillede også 21 landskampe for Argentina, hvori han scorede otte mål. Han var med argentinerne med til at vinde guld ved de sydamerikanske mesterskaber i 1916.

## Titler
Sydamerikanske mesterskab
- 1916 med Argentina